# رحلة بوينغ المدارية الاختبارية
رحلة بوينغ ستار لاينر المدارية الاختبارية (بالإنكليزية: Boeing Starliner Orbital Flight Test)، وتُعرف أيضًا باسم Boe-OFT، وكانت أول مهمة مدارية لمركبة سي إس تي 100 ستار لاينر الفضائية التي طورتها شركة بوينغ باعتبارها جزءًا من برنامج الطاقم التجاري الخاص بوكالة ناسا. خُطط أن تكون المهمة رحلةً اختباريةً للمركبة الفضائية لمدة ثمانية أيام، وستتضمن المهمة التقاء فضائي مع الالتحام بمحطة الفضاء الدولية (ISS)، قبل أن تهبط المركبة في غرب الولايات المتحدة. أُطلقت المهمة يوم 20 ديسمبر 2019 في الساعة 11:36:43 حسب التوقيت العالمي المنسق (UTC) أو في 06:36:43 صباحًا حسب توقيت المنطقة الزمنية الشرقية (EST)، ولكن وقعت مشكلة في ساعة الوقت المنقضي للمهمة (MET) بالمركبة الفضائية بعد 31 دقيقةً من انطلاق المهمة. وأدى هذا الشذوذ إلى دفع المركبة الفضائية نحو مدار خاطئ، وبالتالي لم تتمكن المركبة من الالتقاء بمحطة الفضاء الدولية. خُفضت مدة المهمة إلى يومين فقط، وهبطت المركبة الفضائية بنجاح في ميناء وايت ساندز الفضائي يوم 22 ديسمبر 2019.
وفي يوم 6 أبريل 2020، أعلنت بوينغ عن إطلاق رحلة مدارية اختبارية أخرى لإثبات وتحقيق كافة الأهداف الخاصة بهذه الرحلة الاختبارية. وافقت ناسا على اقتراح شركة بوينغ بإطلاق رحلة اختبارية أخرى غير مأهولة، وهي رحلة بوينغ المدارية الاختبارية 2، وخُطط إطلاقها في يوم 30 يوليو 2012.

## الحمولة
بدلًا من أن تكون الرحلة مأهولةً، حملت الرحلة على متنها دمية التجارب التصادمية (ATD) مرتديةً بدلة طيران بوينغ المخصصة. سُميت الدمية روزي، وعُرفت أيضًا باسم «روزي الصاروخية»، إجلالًا لجميع النساء اللائي ساهمن في برنامج ستار لاينر. كان وزن الكبسولة مشابهًا لوزنها في البعثات المأهولة عند وجود رواد الفضاء على متنها، وحملت 270 كيلوغرامًا تقريبًا من الإمدادات والمعدات بما يشمل دمية من القطيفة للكلب سنوبي مع هدايا عيد الميلاد لأفراد طاقم البعثة 61. وبسبب عدم قدرة المركبة على الالتحام بمحطة الفضاء الدولية، لم تُسلم المركبة حمولتها أبدًا إلى المحطة.

## الشذوذ

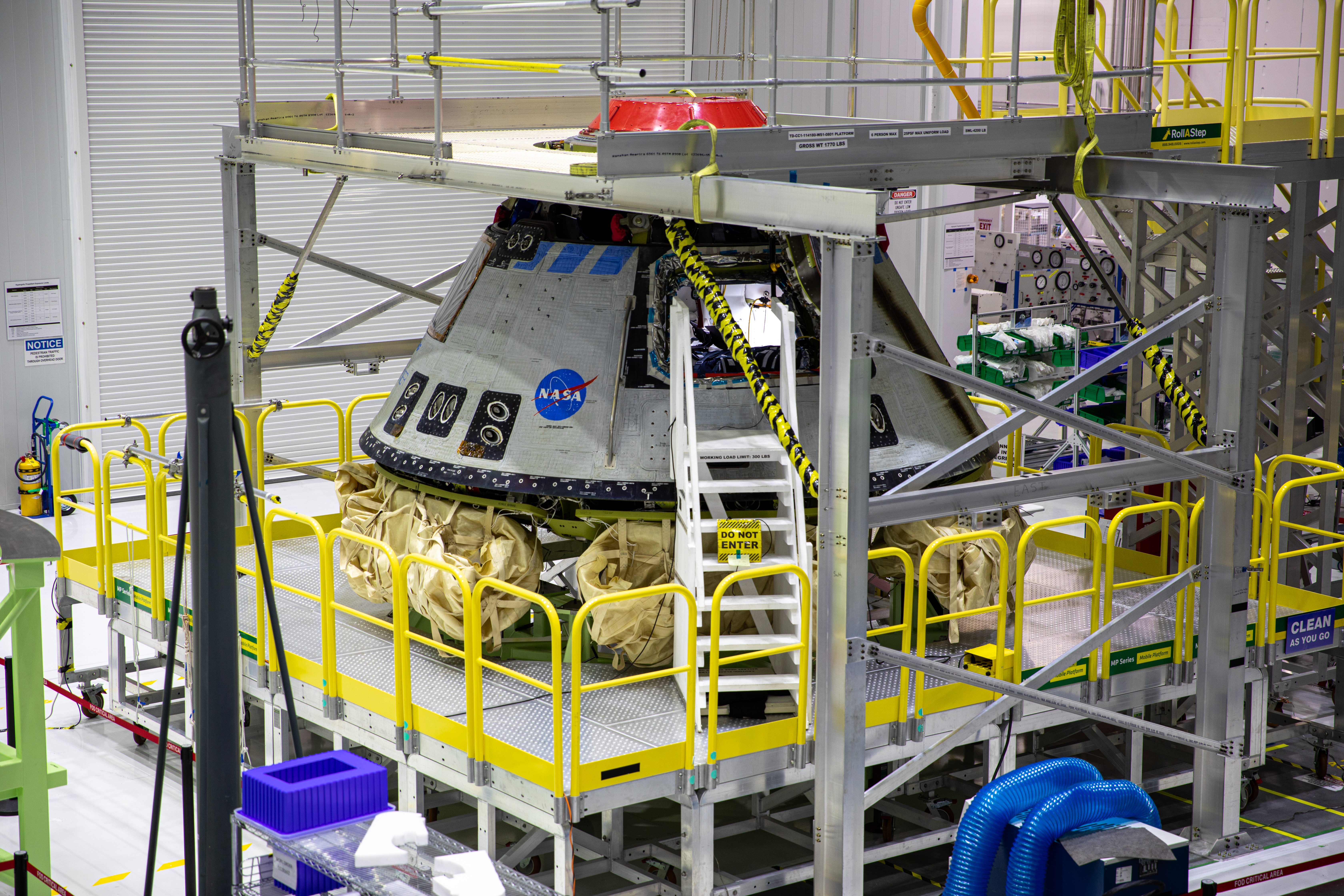
معالجة ستار لاينر كاليبسو بعد عودتها إلى الأرض.

وقعت مشكلة في ساعة الوقت المنقضي للمهمة بالمركبة الفضائية بعد 31 دقيقة من انطلاقها. وبسبب مشاكل الاتصالات بين الفضاء والأرض المتقطعة، لم يتمكن فريق التحكم بالرحلة من إصلاح المشكلة. أدى هذا الشذوذ إلى تشغيل دوافع المناورات المدارية (OMT) الخاصة بالمركبة الفضائية على نحو أدخلها في مدار خاطئ، وبالتالي استهلكت المركبة كميةً كبيرةً من المادة الدافعة. وبالتالي، أصبح الالتقاء الفضائي بمحطة الفضاء الدولية أمرًا مستبعدًا. تقرر تخفيض مدة المهمة إلى ثلاثة أيام فقط، وهبطت المركبة الفضائية بنجاح في ميناء وايت ساندز الفضائي يوم 22 ديسمبر 2019.
وبعد المهمة، اكتُشف وجود خطأ برمجي كبير أيضًا في هذه الرحلة، وكان من الممكن أن يؤدي هذا الخطأ إلى ارتطام وحدة الخدمة بمركبة ستار لاينر بعد الانفصال. وأُصلح هذا الخطأ البرمجي قبل إعادة دخول الغلاف الجوي بساعتين، وفي حالة عدم اكتشاف هذا الخطأ وإصلاحه، كان من الممكن أن يسبب تلفًا في المركبة يمنع هبوطها الآمن. وعلاوةً على ذلك، وجد المختصون أنه لولا وقوع الشذوذ الأول، لما اكتُشفت المشكلة الثانية.